# Короленков, Валерий Иванович
Вале́рий Ива́нович Короле́нков (17 марта 1939, Москва — 10 декабря 2007, Москва) — советский футболист, игрок сборной СССР. После окончания карьеры игрока работал в московском «Динамо», занимаясь организацией помощи ветеранам, с 1993 по 2007 годы. Мастер спорта СССР (1960). Входил в список 33-лучших футболистов страны (1963).

## Биография
Воспитанник детской команды Московской Окружной железной дороги, затем юношеских команд ФШМ. Первые тренеры – Юрий Пахомов, Виктор Лахонин и Владимир Осипов. В 1963 году окончил ГЦОЛИФК.

## Международная карьера
Сыграл в 5 играх за сборную СССР, участвовал в отборочных играх к Олимпиаде 1960 и чемпионату Европы 1964 годов. В олимпийской сборной провёл два матча. 

## Достижения
- Чемпион СССР: 1959, 1963
- Серебряный призёр чемпионата СССР: 1962
- Обладатель приза «Подснежник»: 1967
- В списке «33-х сильнейших футболистов страны»: № 2 — 1963 год (среди левых полузащитников)

## Матчи за сборную
| дата       | матч                              | счёт | поле |
| ---------- | --------------------------------- | ---- | ---- |
| 27.06.1959 | СССР (олимп.) — Болгария (олимп.) | 1:1  | д    |
| 19.07.1959 | СССР (олимп.) — Румыния (олимп.)  | 2:0  | д    |
| 22.05.1963 | СССР — Швеция                     | 0:1  | д    |
| 13.10.1963 | СССР — Италия                     | 2:0  | д    |
| 10.11.1963 | Италия — СССР                     | 1:1  | г    |
| 1.12.1963  | Марокко — СССР                    | 1:1  | г    |
| 13.05.1964 | Швеция — СССР                     | 1:1  | г    |